# Athlone Castle
Athlone Castle, nogle gange omtalt som Adamson Castle, er en middelalderborg, der ligger i Athlone, County Westmeath, Irland, der dateres til 1100-tallet.
Den tidligste borg der nævnes i Athlone var en trækonstruktion, der blev opført i 1129 af kong Tairrdelbach Ua Conchobair af Connacht. Denne fæstning blev muligvis opført på en eksisterende fæstning. Den blev genopført i sten i 1210, og det er denne borg, som står tilbage i dag. Den blev opført til kong John af hans irsk Justiciar, Bishop John de Gray af Norwich, og skulle forsvare og kontrollere overfartsstedet på floden Athlone.
Borgen blev udbygget yderligere omkring 1276, da den oprindellige motte blev omkranset af en mur og tre runde tårne i hjørnerne. I 1547 blev borgen atter ombygget, denne gang af Sir William Brabazon.
I dag er keepet på borget et National Monument. Borgen blev brugt som museum af Old Athlone Society fra 1967 og i 1991 blev der indviet et mere moderne besøgscenter udviklet Athlone Urban District Council. Siden 2012 har borgen været drevet af Athlone Arts and Tourism.